# Echte jongens op safari
Echte jongens op safari is een aankomend Nederlands reality-spelprogramma dat gepland staat op 22 augustus 2025 op streamingdienst Videoland in première te gaan. De presentatie van het programma is in handen van Geraldine Kemper. Het programma is een spin-off van het televisieformat Echte meisjes ..., waaronder Echte meisjes in de jungle.
In het programma worden mannelijke kandidaten uit andere televisieprogramma's samengebracht om tegen elkaar te strijden.

## Format
Een groep jongens die bekend zijn uit verschillende televisieprogramma's, met namen realityprogramma's, gaan de strijd met elkaar aan terwijl ze verblijven in de wildernis. De jongens worden opgedeeld in twee verschillende teams en strijden iedere aflevering in twee opdrachten tegen elkaar. Deze twee opdrachten zijn onderverdeeld in een geldopdracht en een luxeopdracht; tijdens de geldopdracht kan er geld voor de pot verdiend worden en tijdens de luxeopdracht wordt er bepaald welk team in het luxe kamp slaapt en welk team in het primitieve kamp.
Na een bepaald aantal afleveringen vinden er stemrondes plaats, waarbij de teams een kandidaat uit hun eigen team naar huis moeten stemmen. Richting het einde gaat het team dat uiteindelijk het meeste geld heeft verdiend door naar de finale, hierin wordt het team opgebroken en spelen de jongens tegen elkaar aangezien er slechts één jongen met het bij elkaar verdiende geld naar huis gaat.

## Kandidaten
| Plaats | Deelnemer         | Bekend van                          | Team   | Resultaat |
| ------ | ----------------- | ----------------------------------- | ------ | --------- |
| n.n.b. | Brace             | The voice of Holland                | n.n.b. | n.n.b.    |
| n.n.b. | Davinio Enriqueo  | Power Couple                        | n.n.b. | n.n.b.    |
| n.n.b. | Dusty Taconis     | Ex on the Beach                     | n.n.b. | n.n.b.    |
| n.n.b. | Joshua Luza       | Winter Vol Liefde                   | n.n.b. | n.n.b.    |
| n.n.b. | Justin Mooijer    | Drag Race Holland                   | n.n.b. | n.n.b.    |
| n.n.b. | Meedo             | The Real Housewives of Amsterdam    | n.n.b. | n.n.b.    |
| n.n.b. | Melle van Rooijen | Jullie huis, onze regels            | n.n.b. | n.n.b.    |
| n.n.b. | Nick Eshuis       | De Bondgenoten                      | n.n.b. | n.n.b.    |
| n.n.b. | Roy Donders       | Roy Donders: Stylist van het Zuiden | n.n.b. | n.n.b.    |
| n.n.b. | Sem van Dijk      | De Alleskunner VIPS                 | n.n.b. | n.n.b.    |
| n.n.b. | Sjorleone         | Paradise Hotel                      | n.n.b. | n.n.b.    |
| n.n.b. | Tony Wyczynski    | Oh Oh Cherso                        | n.n.b. | n.n.b.    |

## Achtergrond
In maart 2011 kwam televisiezender RTL 5 met het televisieprogramma Echte meisjes in de jungle, wegens succes werden er hierop in 2012 en 2013 twee vervolgseries gemaakt. In 2023 keerde Echte meisjes in de jungle na tien jaar terug en werd wegens succes met meerdere seizoenen verlengd. Wegens dit aanhoudende succes werd in december 2024 door streamingdienst Videoland bekend gemaakt dat ze aan een spin-off werken waar bekende Nederlandse jongens aan mee mogen doen, in plaats van meisjes. Hierbij werd tevens de officiële titel van het programma bekend gemaakt als Echte jongens op safari.
Op 26 april 2025 maakte Videoland doormiddel van een kort filmpje bekend dat Geraldine Kemper bij het programma betrokken is als presentatrice. In datzelfde filmpje werden tevens de twaalf kandidaten bekend gemaakt. De opnames gingen een aantal dagen na deze bekendmaking van start in de wildernis van Kenia.
In juli 2025 werden de eerste bewegende beelden van de serie gedeeld in de vorm van een trailer. Het programma staat gepland op vrijdag 22 augustus 2025 van start te gaan op streamingdienst Videoland.